# Адміністративний устрій Бориспільського району (1923—2020)
Адміністративний устрій Бориспільського району — адміністративно-територіальний устрій Бориспільського району Київської області. Станом на 1 січня 2020 року район поділявся на 20 сільських рад, які об'єднували 43 населені пункти і були підпорядковані Бориспільській районній раді. Адміністративний центр — місто Бориспіль, яке є містом обласного значення та не входило до складу району.

## Список радБориспільського району
| №  | Назва                               | Центр                   | Населені пункти                                                                     | Площа км² | Місце за площею | Населення (2001), осіб. | Місце за населенням |
| -- | ----------------------------------- | ----------------------- | ----------------------------------------------------------------------------------- | --------- | --------------- | ----------------------- | ------------------- |
| 1  | Великоолександрівська сільська рада | с. Велика Олександрівка | с. Велика Олександрівка с. Безуглівка с. Мала Олександрівка с. Чубинське            | 32,16     | 17              | 3732                    | 3                   |
| 2  | Вишеньківська сільська рада         | с. Вишеньки             | с. Вишеньки с. Петропавлівське                                                      | 79,34     | 8               | 3544                    | 4                   |
| 3  | Вороньківська сільська рада         | с. Вороньків            | с. Вороньків с. Жереб'ятин                                                          | 118,48    | 2               | 4175                    | 2                   |
| 4  | Гірська сільська рада               | с. Гора                 | с. Гора                                                                             | 35,82     | 15              | 3461                    | 6                   |
| 5  | Глибоцька сільська рада             | с. Глибоке              | с. Глибоке с. Городище                                                              | 65,47     | 12              | 2418                    | 11                  |
| 6  | Гнідинська сільська рада            | с. Гнідин               | с. Гнідин                                                                           | 69,48     | 11              | 2348                    | 13                  |
| 7  | Головурівська сільська рада         | с. Головурів            | с. Головурів с. Кийлів                                                              | 95,68     | 4               | 2002                    | 15                  |
| 8  | Дударківська сільська рада          | с. Дударків             | с. Дударків с. Займище                                                              | 55,77     | 13              | 2379                    | 12                  |
| 9  | Іванківська сільська рада           | с. Іванків              | с. Іванків                                                                          | 90,40     | 5               | 3427                    | 7                   |
| 10 | Кучаківська сільська рада           | с. Кучаків              | с. Кучаків с. Артемівка с. Лебедин с. Мала Стариця с. Сулимівка                     | 85,06     | 7               | 3496                    | 5                   |
| 11 | Любарецька сільська рада            | с. Любарці              | с. Любарці с. Тарасівка                                                             | 75,47     | 9               | 2286                    | 14                  |
| 12 | Мартусівська сільська рада          | с. Мартусівка           | с. Мартусівка                                                                       |           | 19              | 1024                    | 20                  |
| 13 | Мирненська сільська рада            | с. Мирне                | с. Мирне с. Малі Єрківці                                                            | 25,87     | 18              | 1962                    | 16                  |
| 14 | Процівська сільська рада            | с. Проців               | с. Проців                                                                           | 55,41     | 14              | 1047                    | 19                  |
| 15 | Ревненська сільська рада            | с. Ревне                | с. Ревне с. Затишне                                                                 | 35,09     | 16              | 1792                    | 17                  |
| 16 | Рогозівська сільська рада           | с. Рогозів              | с. Рогозів с. Кириївщина                                                            | 69,82     | 10              | 3028                    | 9                   |
| 17 | Сеньківська сільська рада           | с. Сеньківка            | с. Сеньківка с. Андріївка с. Велика Стариця с. Горобіївка с. Григорівка с. Перегуди | 116,89    | 3               | 2687                    | 10                  |
| 18 | Сошниківська сільська рада          | с. Сошників             | с. Сошників                                                                         | 271,89    | 1               | 1599                    | 18                  |
| 19 | Старівська сільська рада            | с. Старе                | с. Старе с. Васильки                                                                | 87,91     | 6               | 3215                    | 8                   |
| 20 | Щасливська сільська рада            | с. Щасливе              | с. Щасливе с. Проліски                                                              | 19,37     | 20              | 5078                    | 1                   |

* Примітки: м. — місто, смт — селище міського типу, с. — село, с-ще — селище